# Watsonia dubia
Watsonia dubia là một loài thực vật có hoa trong họ Diên vĩ. Loài này được Eckl. ex Klatt miêu tả khoa học đầu tiên năm 1863.